# Большое Чириково (Неклюдовское сельское поселение)
Большое Чириково — деревня в Кимрском районе Тверской области. Входит в состав Неклюдовского сельского поселения.

## География
Находится в юго-восточной части Тверской области на расстоянии приблизительно 28 км на север по прямой от районного центра города Кимры на левом берегу речки Большая Пудица.

## История
Известна была с 1628 года как деревня Чириково, владение Андрея Борисовича Кошкодимова. В 1780-х годах сельцо с 13 дворами, в 1806 — 14. В 1834 году стала Большим Чириковым после разделения деревни, в 1887 отмечено 32 двора (в Большом и Малом Чириково вместе).

## Население
Численность населения: 61 человек (1780-е годы), 180 (1887), 3 (русские 100 %) 2002 году, 5 в 2010.